# Антілло
Антілло (італ. Antillo, сиц. Antiddu) — муніципалітет в Італії, у регіоні Сицилія,  метрополійне місто Мессіна.
Антілло розташоване на відстані близько 500 км на південний схід від Рима, 170 км на схід від Палермо, 35 км на південний захід від Мессіни.
Населення — 912 осіб (2014).

## Демографія
Населення за роками:

Станом на 1 січня 2023 року в муніципалітеті офіційно проживало 49 іноземців з 8 країн, серед них 41 громадянин країн Євросоюзу.

## Сусідні муніципалітети
- Казальвеккьо-Сікуло
- Кастрореале
- Фондакеллі-Фантіна
- Франкавілла-ді-Сицилія
- Граніті
- Ліміна
- Монджуффі-Мелія
- Мотта-Камастра
- Роккафьорита
- Роді-Мілічі